# Observatori de Simeiz
L'Observatori de Simeiz (en rus: Симеи́зская обсерватория; en ucraïnès: Сімеїзька обсерваторія) era un observatori de recerca astronòmic fins a mitjans de la dècada de 1950. Està situat a la muntanya Koshka, Crimea, a la ciutat de Simeiz. Part de l'Observatori Astrofísic de Crimea, s'utilitza actualment per als estudis basats en làser de les òrbites dels satèl·lits. L'observatori va ser organitzat per un astrònom aficionat i més tard membre d'Honor de l'Acadèmia de Ciències, Nikolái S. Maltsov. En 1900 va construir una torre per a un telescopi refractor en la seva parcel·la de terreny prop de Simeiz. En 1906 es va col·locar una torre amb cúpula de Zeiss. Ambdues torres es conserven i estan sent utilitzades avui dia. En 1908 Maltsov va lliurar el seu observatori al de Púlkovo com un regal. En 1912, el primer departament d'astrofísica de l'Observatori de Pulkovo es va inaugurar oficialment en el sud de Rússia.